# لوون میناسیان
لوون میناسیان، نویسنده، پژوهشگر، کتاب‌شناس، نقاش، نوازنده، تاریخ‌نگار و مترجم ایرانی ارمنی‌تبار بود.
به مدت ۳۰ سال در مدارس ملی ارامنه جلفا مشغول آموزش بود.

## زندگی‌نامه

### ابتدای زندگی
لوون میناسیان در سال ۱۲۹۹ خورشیدی در روستای خویگان علیا در منطقه فریدن در خانواده‌ای فرهنگی به دنیا آمد.
پدرش زارع و معلم بود تحصیلات ابتدایی را در خویگان و دوران دبیرستان را در مدارس ملی ارامنه جلفا و کالج اصفهان که امروز دبیرستان ادب نامیده می‌شود ادامه داد.
پس از آن به مدت ۱۰ سال در خویگان تدریس کرد و همزمان چند سال مدیریت سیار دبیرستان‌های روستاهای ارامنه فریدن را به عهده داشت. علاوه بر این فعالیتهایی در هیئت مدارس و نمازخانه و انجمن‌های دیگر خویگان داشت.
در ۱۳۲۴/ ۱۹۴۵ به کمک چند تن از روشنفکران آن منطقه کتابخانه ملی آبوویان را تأسیس نمود. از سال ۱۳۳۰ تا ۱۳۶۰ (۱۹۵۱ تا ۱۹۸۱) به مدت ۳۰ سال در مدارس ملی ارامنه جلفا تدریس کرد و بعداً بازنشسته شد.
میناسیان مدت سی سال در مدارس ملی ارامنه جلفا به تدریس پرداخت، او مدتی سرپرست افتخاری موزه ارامنه جلفا بود و مدیریت چاپخانه جلفا را نیز بر عهده داشت و پس از بازنشستگی از سال ۱۳۵۹ مسئولیت کتابخانه کلیسای وانک نیز به او واگذار شد.
پیر جلفا، تاریخ‌نگار یک قوم"شاخص‌ترین اثر میناسیان در زمینه تاریخ نگاری، کتاب "تاریخ سیصد و پنجاه ساله ارامنه فریدن" است که در سال ۱۳۶۲ از طرف انجمن ادبی گروگ ملید در بیروت به چاپ رسید"

### فعالیت‌های هنری و ادبی
میناسیان در دوران جوانی نوازنده زبردست ویولن بود و دستی نیز در نقاشی داشت، اما سال‌های میانسالی و کهنسالی او بیشتر صرف تحقیق و نوشتن شد.
او سال‌های زیادی از عمر خود را به گردآوری و تدوین آثاری متعدد دربارهٔ فرهنگ و ادبیات ارامنه اختصاص داد. او در حدود ۹۰ کتاب دربارهٔ ارامنه و جلفا به زبان ارمنی و ۲۰ کتاب به زبان فارسی نوشت.
شاخص‌ترین اثر میناسیان در زمینه تاریخ‌نگاری، کتاب " تاریخ سیصد و پنجاه ساله ارامنه فریدن " است که در سال ۱۳۶۲ از طرف انجمن ادبی گروگ ملید در بیروت به چاپ رسید، او در این کتاب که نگارش آن ده سال به طول انجامید، موفق شد اسناد و مدارک بایگانی شده سیصد و پنجاه ساله کلیسای وانک را گردآوری و تنظیم کند.
از دیگر تالیف‌ها و ترجمه‌های میناسیان می‌توان به چهار کتاب از سرایندگان و نوازندگان ارامنه فریدن، صومعه‌های ارامنه ایران، تاریخ ارمنیان جلفای اصفهان در یکصد و چهل سال اخیر (۱۹۹۶–۱۸۵۶)، نظر مختصری به آیین مذهبی ارامنه ارتدوکس، ارمنیان ایران، فهرست کتاب‌های خطی موزه ارامنه جلفا، سفری به بیت‌المقدس و اسرائیل و چندین کتاب دیگر اشاره کرد.

### بزرگداشت‌ها و افتخارات
اگر چه او از هیچ‌یک از مدارک آکادمیک بهره‌ای نبرده بود، اما آنچه باعث ماندگاری و پررنگ شدن نقش او در تاریخ ارامنه ایران شد، تلاش شبانه‌روزی او برای ثبت و ضبط تاریخ قومی است که سال‌ها در ایران زندگی کردند و به گفته خودش، بعد از ارمنستان، اصفهان را وطن دوم خود می‌دانند.
بیش از هزار مقاله و رساله از او در نیم قرن گذشته در نشریات و مجلات مختلف به چاپ رسیده‌است و در ایران، ارمنستان و آمریکا به پاس خدمات فرهنگی و علمی او بزرگداشت‌های مختلفی در طول این سال‌ها برگزار شده‌است.
او در سال‌های ۱۹۹۷ و ۱۹۹۸ از سوی مرکز بیوگرافی بین‌المللی کمبریج انگلستان و مرکز بیوگرافی کارولینای جنوبی آمریکا به عنوان مرد سال شناخته شد. همچنین دو مدال سورپ مسروپ و یک مدال سلطنتی از کاتولیکس خانه سیلیسی لبنان در سال ۲۰۰۰ میلادی دریافت کرده‌است

### سال‌های پایانی عمر
میناسیان تا آخرین روزهای زندگی خود نیز دست از تحقیق و نگارش برنداشت و در موزه- خانه خود در محله جلفای اصفهان با ماشین تایپ قدیمی‌اش که تنها همدم و همراهش بود، روزگار گذراند.
لوون میناسیان تا پایان عمر در محله جلفای اصفهان زندگی می‌کرد و سرانجام بامداد روز سه شنبه ۱۲ دی ماه ۱۳۹۱ (اول ژانویه ۲۰۱۳) در سن ۹۲ سالگی در اصفهان درگذشت.

## فهرست آثار
بیش از ۵۰ کتاب تألیف کرده‌است که مهمترین آنها عبارت است از:
- تاریخ سی صد و پنجاه ساله ارامنه فریدن، بیروت: انجمن گورگ ملید ینسی.
- تاریخ نخستین چاپ خانه ایران در اصفهان (۱۶۳۸ تا ۱۹۷۲).
- فهرست نسخه‌های خطی موزه ارامنه جلفا در اصفهان، وین: مؤسسه گالوست گلبنگیان.
- چهار کتاب از سرایندگان و نوازندگان ارامنه فریدن.
- صومعه‌های ارامنه ایران (کلیسای وانک اصفهان، سنت طاطاووس، سنت استپانوس در آذربایجان و…).
- تاریخ ارمنیان جلفای اصفهان در یک صد و چهل سال اخیر (۱۸۵۶ تا ۱۹۹۶).
- دو فرمان از حضرت رسول و حضرت امیرالمؤمنین.
- نظر مختصری به آیین مذهبی ارامنه ارتدوکس.
- ارمنیان ایران.
- سفری به بیت‌المقدس و اسرائیل.
- ترجمه تاریخ جلفای اصفهان، نوشته هارتون درهوهانیان، بازنویسی محمدعلی موسوی فریدنی، ۱۳۷۸، اصفهان: نشر زنده رود، نقش خورشید، سیزده + ۷۱۲ص، وزیری.
- تاریخ جلفا از ۱۹۴۶ میلادی به این سو.
- کلیسای ارامنه ایران، ۱۹۸۳م / ۱۳۶۲، جلفا: کلیسای وانک، ۳۱۱ص.
- ترجمه وصف بناهای مشهور اصفهان، نوشته و نقاشی از ورطانس یوزوکچیان، ۱۳۷۷، اصفهان: غزل، ۷۹ ص، مصور.
- گیوقاکان بار او بان (فرهنگ عامیانه ارامنه فریدن)، جلفا: لوون میناسیان، ۴۲۲ ص.
- نور جوقایی اوقتسویتس، جلفا: کلیسای وانک، ۲۴ ص، مصور، نقشه (تا شده)، جدول.
- راهنمای جلفای اصفهان، چاپ سوم با تجدید نظر، ۱۳۷۰، جیبی، مصور.
- انجمن ملی زنان جلفا.
- مقاله‌ای در مجموعه مقالات شاهنامه خوانی در کنار آثار محمدعلی اسلامی ندوشن، ذبیح‌الله بداغی، مهدی فروغ، محمدجواد مشکور، هادی حسن، شاپور شهبازی، علیقلی اعتمادمقدم، ابوالفتح حکیمیان، علی غروی، مهدی غروی، جلیل ضیاءپور، سیداحمد موسوی، ایرج افشار و محمود تفضلی، چاپ اول ۱۳۸۵، تهران: وزارت فرهنگ و ارشاد اسلامی، سازمان چاپ و انتشارات.
- داستان‌هایی از تبریز: در رابطه با بیست سال فرهنگ ارامنه از سال ۱۹۶۲، چاپ اول ۱۳۶۱، اصفهان: وانک مقدس، ۹۱ص.
- ترجمه اشک خاطرات گذشته: شمه‌ای از قتل ارامنه ۱۹۱۵ تا ۱۹۲۳، از روزهای ظلم و دردناک، بقلم هایک سالاکیان، ۱۳۸۱، اصفهان: غزل، ۶۴ص.

مقالات فراوان از جمله:
- هفتصد مقاله در روزنامه آلیک.
- «معرفی اولین نشریه ارمنی زبان در جهان و در ایران (به مناسبت دویستمین و صدمین سالگرد انتشار)»، ص ۸۵ تا ۸۶، مجله پژوهشی علوم انسانی دانشگاه اصفهان، ۱۳۷۷، ش ۹.
- «آشنایی من با مهدی ممیزان»، ص ۴۰، چیستا، مهر ۱۳۸۵، ش ۲۳۱.
- «وقف و وصیت در ارامنه و نمونه‌هایی از اسناد آن»، ص ۱۴۸ تا ۱۵۲، وقف میراث جاویدان، پاییز و زمستان ۱۳۷۶، ش ۱۹ و ۲۰.
- «پوشاک زن ارمنی در زمان صفویه»، ص ۷۶ تا ۷۹، فرهنگ اصفهان، تابستان ۱۳۸۵، ش ۳۲.
- «کوچانیدن ارامنه به اصفهان»، مجموعه مقالات همایش اصفهان و صفویه، به کوشش دکتر مرتضی دهقان نژاد، به ویرایش دکتر محسن محمدی،

امروزه برای اطلاع از تاریخ چاپ ارامنه در ایران، آثار او از معتبرترین منابع است. او با علاقه باورنکردنی به تاریخ‌نگاری صنعت چاپ ارامنه در ایران پرداخت و بیشتر دستگاه‌ها، ابزار و کلیشه‌های قدیمی چاپ را در طول این سال‌ها جمع‌آوری و نگهداری کرد.